# Food Chemistry
Food Chemistry (abrégé en Food Chem.) est une revue scientifique bimensuelle à comité de lecture qui publie des articles de recherches originales dans le domaine de la chimie de l'alimentation.
D'après le Journal Citation Reports, le facteur d'impact de ce journal était de 3,391 en 2014. L'actuel directeur de publication est G. G. Birch (université de Reading, Royaume-Uni).